# Liga C9

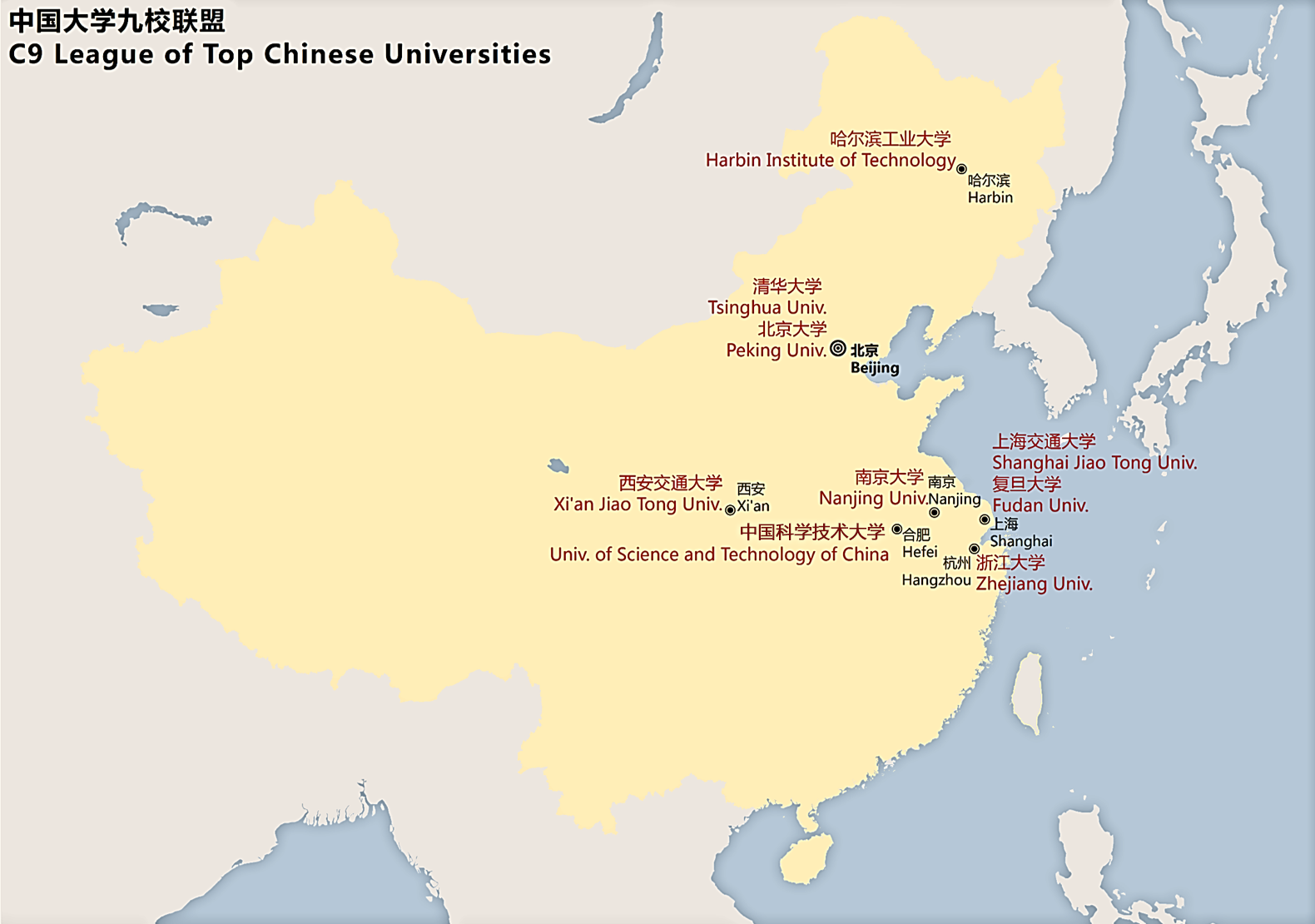
Mapa de las universidades de la liga C9 en China.

La Liga C9 (chino simplificado: 九校联盟, chino tradicional: 九校聯盟, pinyin: jiǔ xiao Lian Meng) es una asociación de nueve universidades chinas, las cuales fueron seleccionadas por el gobierno chino en 1998.
El 4 de mayo de 1998, el Proyecto 985 fue iniciado por el gobierno chino con el fin de mejorar en el sistema de educación superior. En la primera fase, nueve universidades se han seleccionado y asignado fondos para el primer período de tres años. El 10 de octubre de 2009, estas nueve universidades crearon la Liga de C9. Las universidades representan en conjunto el 3% de los investigadores del país, pero reciben el 10% de los gastos de investigación nacionales, y producen la mayor parte (el 20%) de los artículos de revistas en el país y el 30% del total de citas.
| Universidad                                  | Provincia o Municipalidad      | Fecha de Fundación |
| -------------------------------------------- | ------------------------------ | ------------------ |
| Universidad Fudan                            | Shanghái                       | 1905               |
| Instituto de Tecnología de Harbin            | Heilongjiang, Shandong, Cantón | 1920               |
| Universidad de Nankín                        | Jiangsu                        | 1902               |
| Universidad de Pekín                         | Pekín                          | 1898               |
| Universidad de Shanghái Jiao Tong            | Shanghái                       | 1896               |
| Universidad de Tsinghua                      | Pekín                          | 1911               |
| Universidad de Ciencia y Tecnología de China | Anhui                          | 1958               |
| Universidad de Xi'an Jiaotong                | Shaanxi                        | 1896               |
| Universidad de Zhejiang                      | Zhejiang                       | 1897               |